# Partecipanti al Tour de France 1951
Qui di seguito viene riportato l'elenco dei partecipanti al Tour de France 1951.

## Corridori per squadra
Nota: R ritirato, NP non partito, FT fuori tempo massimo
| Svizzera | Svizzera             | Svizzera | Lussemburgo | Lussemburgo         | Lussemburgo | Île-de-France-Nord Est | Île-de-France-Nord Est | Île-de-France-Nord Est |
| -------- | -------------------- | -------- | ----------- | ------------------- | ----------- | ---------------------- | ---------------------- | ---------------------- |
| 1        | Georges Aeschlimann  | 24º      | 49          | Robert Bintz        | R 11ª       | 85                     | José Beyaert           | FT 7ª                  |
| 2        | Marcel Huber         | 35º      | 50          | Jean Diederich      | 12º         | 86                     | Roger Creton           | R 8ª                   |
| 3        | Hugo Koblet          | 1º       | 51          | René Biever         | FT 7ª       | 87                     | Jean Delahaye          | R 18ª                  |
| 4        | Walter Reiser        | R 6ª     | 52          | Jean Goldschmit     | NP 14ª      | 88                     | Louis Deprez           | 37º                    |
| 5        | Giovanni Rossi       | FT 6ª    | 53          | Henri Kass          | NP 21ª      | 89                     | André Labeylie         | 46º                    |
| 6        | Hans Sommer          | 28º      | 54          | Willy Kemp          | 55º         | 90                     | Guy Lintilhac          | R 6ª                   |
| 7        | Gottfried Weilenmann | 50º      | 55          | -                   |             | 91                     | Lucien Maelfait        | FT 7ª                  |
| 8        | Leo Weilenmann       | 60º      | 56          | Willy Kemp          | 55º         | 92                     | Josy Polfer            | NP 2ª                  |
| Italia   | Italia               | Italia   | Paesi Bassi | Paesi Bassi         | Paesi Bassi | 93                     | Maurice Quentin        | R 4ª                   |
| 13       | Gino Bartali         | 4º       | 57          | Hans Dekkers        | NP 15ª      | 94                     | Roger Queugnet         | FT 7ª                  |
| 14       | Serafino Biagioni    | 15º      | 58          | Wim Dielissen       | FT 7ª       | 95                     | Attilio Redolfi        | R 10ª                  |
| 15       | Fausto Coppi         | 10º      | 59          | Henk Faanhof        | R 10ª       | 96                     | Gino Sciardis          | 51º                    |
| 16       | Andrea Carrea        | 38º      | 60          | Gerrit Peters       | NP 14ª      | Est / Sud-Est          | Est / Sud-Est          | Est / Sud-Est          |
| 17       | Franco Franchi       | 29º      | 61          | Harry Schoenmakers  | FT 2ª       | 97                     | Emile Baffert          | 64º                    |
| 18       | Attilio Lambertini   | FT 7ª    | 62          | Wim van Est         | R 13ª       | 98                     | Gilbert Bauvin         | 8º                     |
| 19       | Fiorenzo Magni       | 7º       | 63          | Gerrit Voorting     | NP 15ª      | 99                     | Pierre Brambilla       | 36º                    |
| 20       | Ettore Milano        | 52º      | 64          | Wout Wagtmans       | R 14ª       | 100                    | Roger Buchonnet        | 39º                    |
| 21       | Silvio Pedroni       | R 13ª    | Spagna      | Spagna              | Spagna      | 101                    | Robert Castelin        | R 20ª                  |
| 22       | Luciano Pezzi        | 48º      | 65          | Vittorio Ruiz       | R 14ª       | 102                    | Angelo Colinelli       | 53º                    |
| 23       | Virgilio Salimbeni   | 54º      | 66          | Miguel Gual         | FT 18ª      | 103                    | Adolphe Deledda        | 32º                    |
| 24       | Renzo Zanazzi        | FT 7ª    | 67          | Dalmacio Langarica  | 58º         | 104                    | Jean Dotto             | 23º                    |
| Belgio   | Belgio               | Belgio   | 68          | Francisco Masip     | 59º         | 105                    | Paul Giguet            | 34º                    |
| 25       | Armand Baeyens       | 40º      | 69          | Emilio Rodríguez    | FT 2ª       | 106                    | Joseph Mirando         | 47º                    |
| 26       | Hilaire Couvreur     | 42º      | 70          | Manuel Rodríguez    | 44º         | 107                    | Pierre Molinéris       | R 15ª                  |
| 27       | Roger De Cock        | 17º      | 71          | Bernardo Ruiz       | 9º          | 108                    | Vincent Vitetta        | 33º                    |
| 28       | Aloïs De Hertog      | 22º      | 72          | Jose Serra          | FT 22ª      | Ovest / Sud-Ovest      | Ovest / Sud-Ovest      | Ovest / Sud-Ovest      |
| 29       | Marcel De Mulder     | 13º      | Parigi      | Parigi              | Parigi      | 109                    | Armand Audaire         | R 6ª                   |
| 30       | Isidore De Rijck     | R 11ª    | 73          | Serge Blusson       | R 10ª       | 110                    | Jean-Marie Cieleska    | R 15ª                  |
| 31       | Germain Derycke      | 43º      | 74          | Robert Bonnaventure | R 16ª       | 111                    | Pierre Cogan           | 19º                    |
| 32       | Stan Ockers          | 5º       | 75          | Louis Caput         | 45º         | 112                    | Robert Desbats         | R 15ª                  |
| 33       | André Rosseel        | 25º      | 76          | Jean Carle          | 63º         | 113                    | Jean-Marie Goasmat     | 21º                    |
| 34       | Edward Van Ende      | 14º      | 77          | Robert Chapatte     | FT 7ª       | 114                    | Raymond Guégan         | R 15ª                  |
| 35       | Aloïs Van Steenkiste | 62º      | 78          | Jean Château        | FT 2ª       | 115                    | Roger Lévêque          | 30º                    |
| 36       | Marcel Verschueren   | 18º      | 79          | Maurice Diot        | R 20ª       | 116                    | André Mahé             | R 16ª                  |
| Francia  | Francia              | Francia  | 80          | Dominique Forlni    | R 14ª       | 117                    | Georges Meunier        | 16º                    |
| 37       | Jean Baldassari      | 56º      | 81          | Marcel Michel       | R 15ª       | 118                    | Joseph Morvan          | 49º                    |
| 38       | Pierre Barbotin      | 6º       | 82          | Roger Piel          | R 9ª        | 119                    | André Ruffet           | R 13ª                  |
| 39       | Louison Bobet        | 20º      | 83          | Jacques Renaud      | FT 2ª       | 120                    | Roger Walkowiak        | 57º                    |
| 40       | Bernard Gauthier     | 26º      | 84          | Jean Robic          | 27º         | Nord Africa            | Nord Africa            | Nord Africa            |
| 41       | Raphaël Géminiani    | 2º       |             |                     |             | 121                    | Abdel-Kader Abbes      | FT 4ª                  |
| 42       | Jean Guegen          | 61º      |             |                     |             | 122                    | Max Charroin           | R 3ª                   |
| 43       | Nello Lauredi        | 11º      |             |                     |             | 123                    | Marcel Fernandez       | FT 7ª                  |
| 44       | Apo Lazaridès        | FT 22ª   |             |                     |             | 124                    | Ahmed Kebaili          | FT 7ª                  |
| 45       | Lucien Lazaridès     | 3º       |             |                     |             | 125                    | Manuel Mayen           | 65º                    |
| 46       | Edouard Muller       | 41º      |             |                     |             | 126                    | Vincent Soler          | FT 7ª                  |
| 47       | Raoul Rémy           | FT 22ª   |             |                     |             | 127                    | Abdel-Kader Zaaf       | 66º                    |
| 48       | Lucien Teisseire     | 31º      |             |                     |             | 128                    | Marcel Zelasco         | FT 7ª                  |